# Тугузов, Асламбек Тапаевич
Асламбек Тапаевич Тугузов (чечен. Тугузов Асламбек; 3 января 1969 года, Закан-Юрт, Ачхой-Мартановский район, Чечено-Ингушская АССР) — российский и чеченский поэт, философ, писатель, литератор. Народный писатель Чеченской Республики, Член Союза писателей России, член Правления Союза писателей Чеченской Республики.

## Биография
Несмотря на ранее упомянутую «русскую школу поэзии», на отсутствие «чеченской лексики» в его стихах, Тугузов, вместе с тем, является подлинным большим чеченским поэтом – чеченским поэтом, выбравшим инструментарием для самовыражения русский язык. Его поэзия – это боль и страдание чеченского народа, и многие его стихотворения – это развёрнутые метафоры о Родине. И потому поэзия Тугузова, конечно, не избавит нас от тоски, в определённом смысле именно в неё она нас и ввергает, но эту целительную тоску вполне можно выписать как рецепт от головокруженья.

### Детство и юность
А. Тугузов родился в 1969 году в селе Закан-Юрт Ачхой-Мартановского района Чечено-Ингушской АССР. В 1975 году А. Тугузов пошёл в нулевой класс Закан-Юртовской средней школы № 1 и окончил её в 1986 году. С 1987 по 1989 год А. Тугузов проходил службу в рядах Советской Армии в посёлке Крупки Минской области Белорусской ССР, где получил звание старшего сержанта и занимал должность заместителя командира взвода.

### Карьера
В начале 90-х годов Асламбек начал серьёзно заниматься стихосложением. Первая публикация в газете «Иман» была напечатана в 2006 году. Печатался в журналах «Вайнах» и «Нана». Первая книга — сборник стихов «Ночные песни» — была представлена читателям в 2019 году. До этого поэт получил широкую известность благодаря социальным сетям.
Начал писать свои первые стихи ещё в детском возрасте, а в начале 90-х годов сделал стихосложение одним из своих основных жизненных занятий. Первые публикации Асламбека появились в республиканских газетах и литературно-художественных журналах. Затем его работы стали часто появляться в общероссийских «толстых» периодических изданиях. Участвовал и достиг финала конкурса творческих работ «Щит и перо». Выпустил в свет два сборника стихотворений: «Ночные песни» (2019) и «Пленник пламенных звезд» (2021), третья книга поэма под названием — «Шейх Мансур» была издана в 2022 году, а в 2023 году вышла четвёртая книга — «Стихотворения» (третий сборник). В апреле 2024 года вышла поэма «Алибек-Хаджи», в начале декабря 2024 года была опубликована первая книга «Кинжальный бой» третьей поэмы (трилогии) «Кунта-Хаджи».
Всего написал около 350 стихотворений и 3 поэмы.
Поэма «Шейх Мансур» была переведена и издана на чеченском, осетинском и кабардинском языках. Поэма «Алибек-Хаджи» также была переведена и опубликована на кабардинском и чеченском языках.
А. Тугузов перевёл с чеченского на русский язык произведения известных чеченских писателей Апти Бисултанова и Таисы Исмаиловой (Тины Брюссель), а также произведение известного осетинского писателя Косты Хетагурова — с осетинского на русский.
В 2011 году занял второе место во Всероссийском конкурсе «Щит и перо».
В 2021 году по решению редколлегии красноярского журнала «День и ночь» за подборку стихотворений «Светом жив…» ему было присуждено первое место в номинации «Поэзия», также он стал обладателем символа «Снежное перо».
С 2021 года член Союза писателей России и его регионального отделения — Союза писателей Чеченской Республики.
С 2023 года возглавляет Клуб молодых писателей при Союзе писателей ЧР, созданный по инициативе председателя СП ЧР А.А.-Х. Ельсаева.
9 декабря 2024 года единогласным решением избран членом Правления Союза писателей Чеченской Республики.
Указом Главы ЧР № 43 от 27.02.2014 года удостоен Почётного звания «Народный писатель Чеченской Республики».
В 2025 году стал лауреатом премии Интеллектуального центра Чеченской Республики «Серебряная сова» в номинации «Литература».

## Семья
Отец Асламбека Тапа (1936—1994) был железнодорожником.
Дедушка по отцу — Темирбулат был лесничим в Хачарое, умер в 1944 году выселке в Казахстане.
Мать Байсари Асхабовна Мукудаева — из тайпа и села Хакмадой Шаройского района, родилась в 1939 году.
Двое из братьев А. Тугузова умерли в младенчестве. Старший брат Руслан (1968—1998) скончался когда ему было 30 лет в городе Кемерово. Есть четыре сестры:
- Тамуса (1973) работает в жилищно-коммунальном хозяйстве[3];
- Луиза (1974) работает старшей медицинской сестрой в поликлинике МВД[3];
- Лиза (1975) — мастер по внутренним отделкам[3];
- Зарема (1983) работает в системе дошкольного образования[3].

Супруга Асламбека — Зарема Лабазанова (1976 года рождения) является начальником отдела кадров в управлении МФЦ в Грозном. Старший сын Руслан родился в 2001 году, является студеном Чеченского государственного педагогического университета, на кафедре философии, политологии и социологии, а второй Бислан (2005 года рождения) учится в колледже по специальности социальная работа.